# آلبرت آنکر

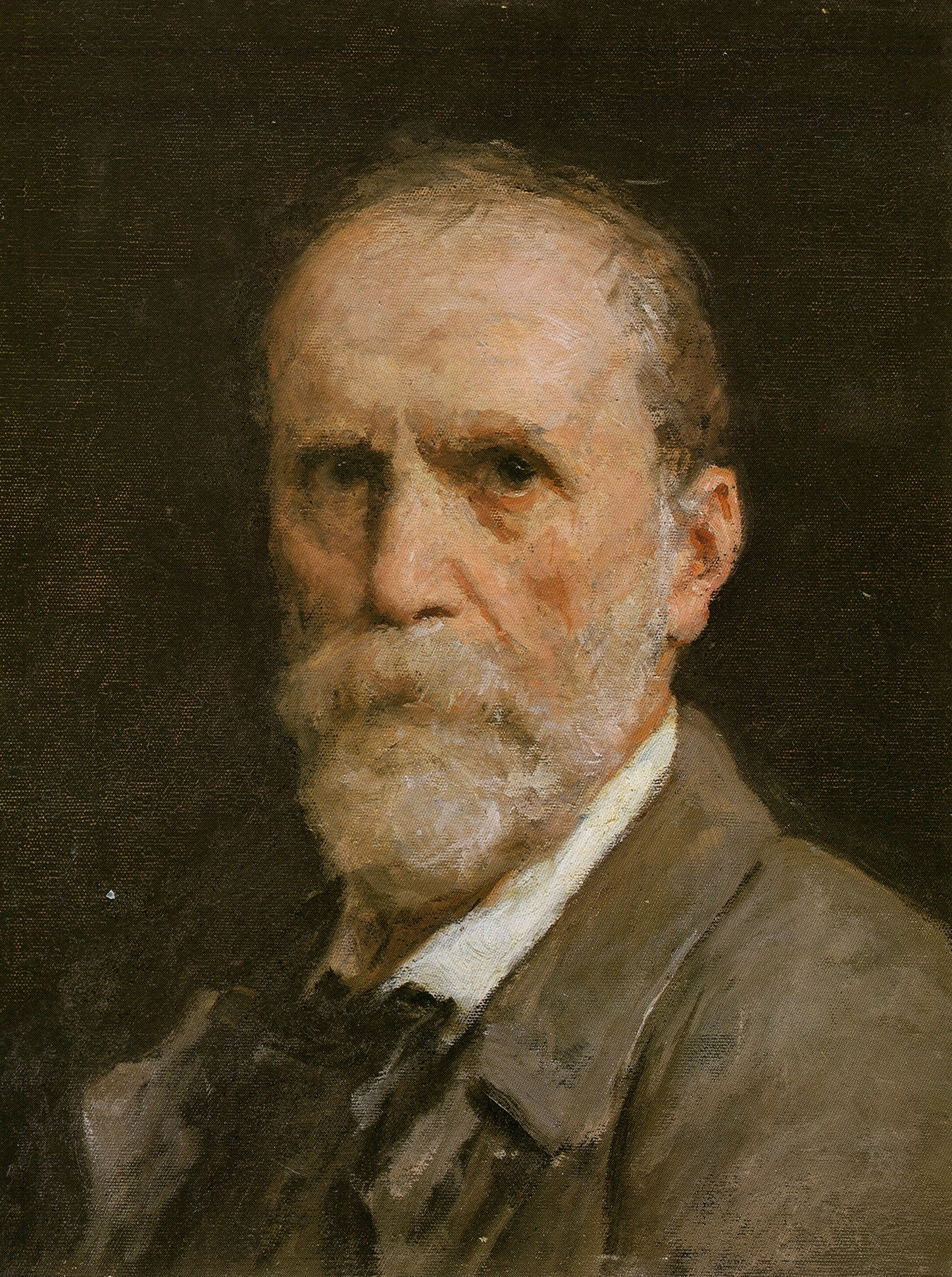
پرتره‌ای که آنکر در ۱۹۰۸ میلادی از چهرهٔ خود کشیده‌است.

آلبرشت ساموئل آنکر (به آلمانی: Albrecht Samuel Anker) (زادهٔ ۱ آوریل ۱۸۳۱ – مرگ ۱۶ ژوئیهٔ ۱۹۱۰) نقاش سوئیسی بود. به دلیل ترسیم زندگی روستایی سدهٔ نوزدهم سوئیس، وی را نقاش ملی این کشور خوانده‌اند. بسیاری از آثار او زیب تمبرها و بسیاری دیگر از رسانه‌های سوئیس گردیده‌است.

## نگارخانه

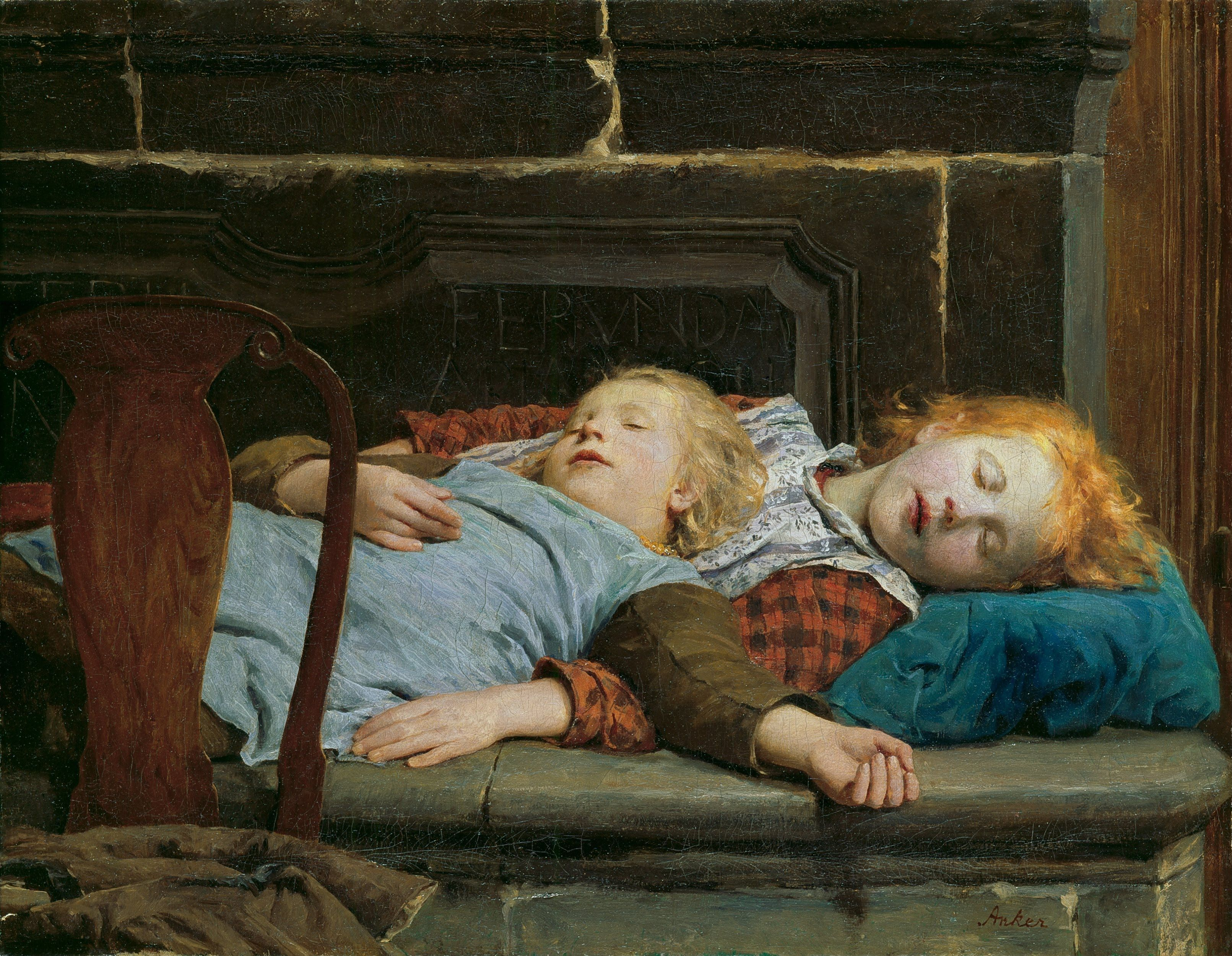
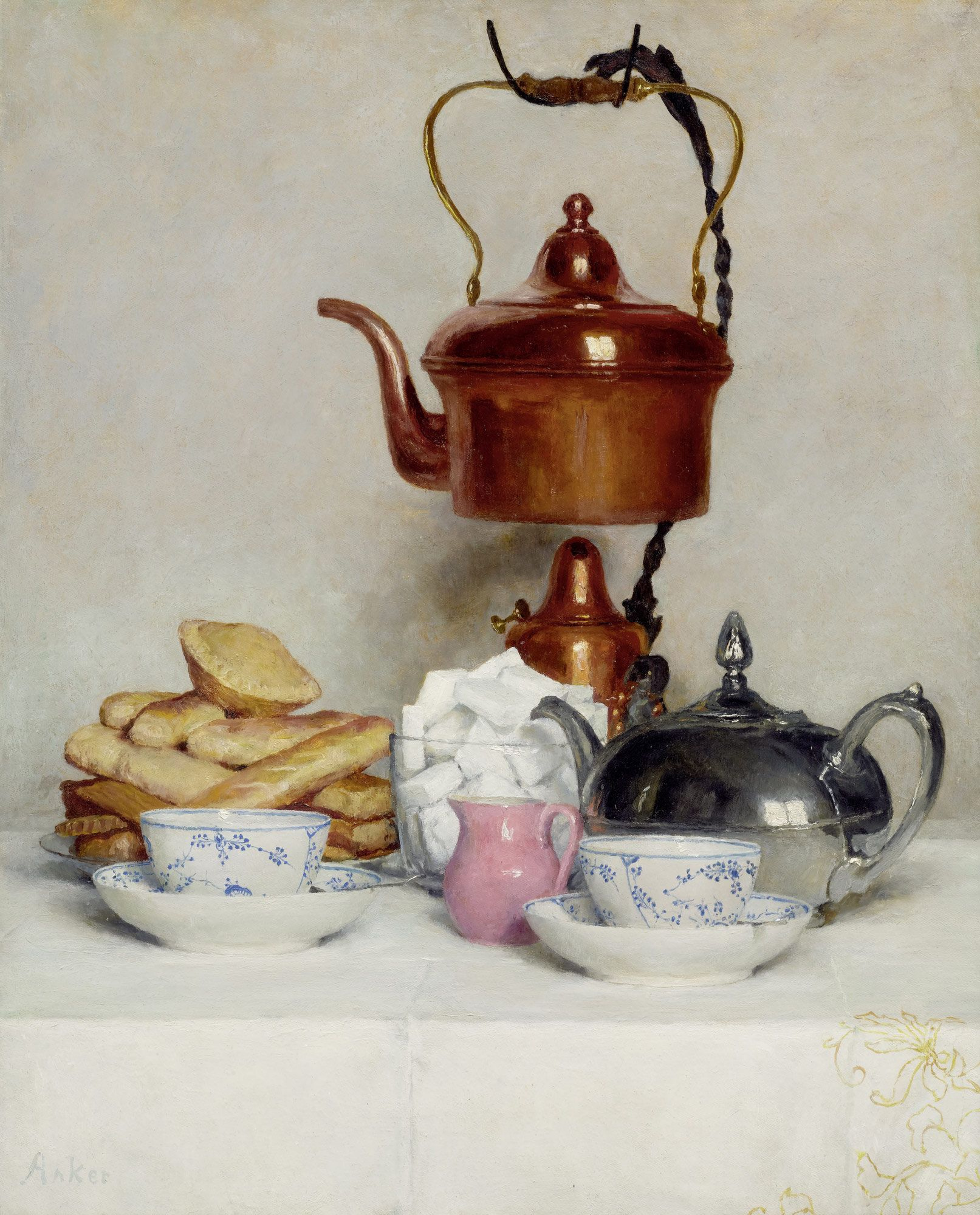